# Nycticeinops
Nycticeinops (Hill & Harrison, 1987) è un genere di pipistrelli della famiglia dei Vespertilionidi.

## Descrizione

### Dimensioni
Al genere Nycticeinops appartengono pipistrelli di piccole dimensioni, con la lunghezza della testa e del corpo tra 40 e 56 mm, la lunghezza dell'avambraccio tra 29 e 34 mm, la lunghezza della coda tra 26 e 37 mm, la lunghezza della tibia tra 12,1 e 13,9 mm, la lunghezza delle orecchie tra 11 e 13 mm e un peso fino a 9 g.

### Caratteristiche craniche e dentarie
Il cranio è delicato, con le arcate zigomatiche esili. Il rostro è largo e si alza gradualmente verso la scatola cranica. La cresta sagittale è poco sviluppata. Gli incisivi superiori esterni sono massicci, unicuspidati e separati da un piccolo spazio dai canini.
Sono caratterizzati dalla seguente formula dentaria:

### Aspetto
La pelliccia è densa, soffice e leggermente lanuginosa. Le parti dorsali variano dal color zenzero al bruno fulvo, mentre le parti ventrali variano dal marrone chiaro al bianco-grigiastro. Le membrane alari sono marroni scure, con delle venature nerastre. La testa è leggermente appiattita, mentre il muso è largo, dovuto alla presenza di due masse ghiandolari sui lati, cosparso di pochi peli e con le narici che si aprono obliquamente. Gli occhi sono molto piccoli. Le orecchie sono marroni scure, ben separate, arrotondate e con un piccolo lobo diretto all'indietro alla base anteriore. Il trago è corto, smussato e diretto in avanti. La coda è lunga ed è inclusa completamente nell'ampio e scuro uropatagio. Il calcar è lungo e con un lobo all'estremità.

## Distribuzione
Il genere è diffuso nell'Africa subsahariana.

## Tassonomia
Il genere comprende 7 specie:
- Nycticeinops bellieri
- Nycticeinops crassulus
- Nycticeinops eisentrauti
- Nycticeinops grandidieri
- Nycticeinops happoldorum
- Nycticeinops macrocephalus
- Nycticeinops schlieffeni